# Kostel svaté Barbory (Chomutov)
Kostel svaté Barbory je římskokatolický kostel zasvěcený svaté Barboře v Chomutově. Stojí na okraji terasy nad řekou Chomutovkou v bývalé Horní Vsi. Na západní straně kostela, kde měla stát vlastní chrámová loď, je malý park s pomníkem obětem válek. Od roku 1963 je chráněn jako kulturní památka.

## Historie

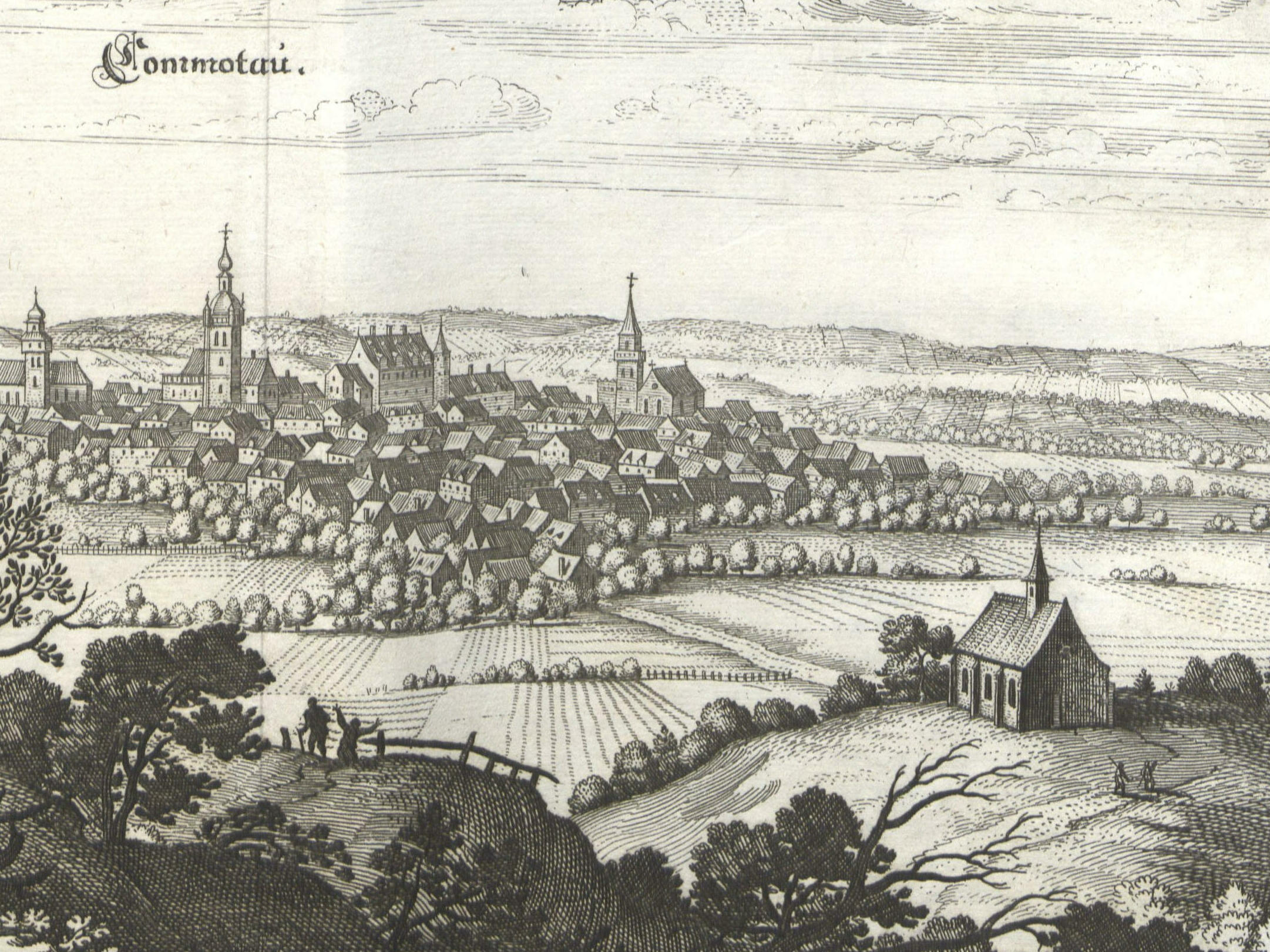
Detail veduty Chomutova s kostelem svaté Barbory (vpravo dole), Matthäus Merian, 1650

Výstavba kostela začala ve druhé polovině patnáctého století a částečně byla dokončena okolo roku 1500. Z roku 1584 se zachovala zpráva o poškození rozestavěného kostela požárem, když byla jeho věž při letní bouři zasažena bleskem. Jiří Popel z Lobkovic v roce 1593 plánoval dostavbu kostela, u kterého chtěl založil klášter, k čemuž již nedošlo. Během třicetileté války byl rozestavěný kostel poškozen, protože ho švédští vojáci používali jako opevněný opěrný bod. V roce 1667 byla nedostavěná loď rozebrána na materiál použitý při stavbě mostu přes Chomutovku. Zbylé presbyterium s věží bylo upraveno a sloužilo jako farní kostel pro Horní Ves. Patronátní právo vykonávali chomutovští jezuité.
V letech 1757–1759 během sedmileté války kostel znovu sloužil jako pevnost a byl natolik poškozen, že mu během druhé poloviny osmnáctého století hrozilo zbourání. Roku 1813 byli u kostela pohřbeni ruští kozáci, padlí během tažení proti Napoleonovi. Po roce 1829 byl v budově uskladněn střelný prach a teprve v roce 1835 začala na popud A. B. Hilleho úprava zpět na kostel.
Duchovní správci kostela jsou uvedeni na stránce: Římskokatolická farnost – děkanství Chomutov.

## Popis
Z původního stavebního záměru zůstalo stát obdélné kněžiště s trojbokým závěrem, ke kterému je na severní straně přistavěna věž a na opačné straně malá předsíň. Dnešní loď má plochý strop a valbovou střechu, nad kterou vystupuje osmiboký sanktusník s cibulovou střechou. Hlavní vstup vede hrotitým profilovaným portálem v jižní zdi. Hrotitá okna jsou oproti původnímu záměru částečně zazděná. V západní zdi je patrný zazděný vítězný oblouk a vstup na kazatelnu, která měla být nad zbouranou lodí. Věž je vybavena řadou klíčových a kalhotových střílen.
V přízemí věže se nachází křížově zaklenutá sakristie, ze které vede točité schodiště do vyšších pater a ze kterého se mělo vstupovat na kazatelnu. V jižní zdi sakristie je sanktuář s pískovcovým ostěním. Při mladších úpravách byla postavena úzká chodba chodba, které spojuje sakristii s východní části presbyteria. Podél jeho západní zdi stojí dvoupatrová kruchta.

## Vybavení
Hlavní barokní oltář je ze druhé poloviny sedmnáctého století. Zdobí ho obraz svaté Barbory od Hanse Gamlincka z roku 1755 a sochy svatého Jana a svatého Petra z doby okolo roku 1525. Malý boční oltář se sochou svatého Linharta je zasvěcený svaté Anně a jeho obraz namaloval F. Köhler v roce 1856. Dále se uvnitř nachází socha archanděla Michaela a obrazy Piety a svaté rodiny z poloviny osmnáctého století.